# Хроника Холодной войны (1990 год)
Хронология Холодной войны
- 1943
- 1944
- 1945
- 1946
- 1947
- 1948
- 1949
- 1950
- 1951
- 1952
- 1953
- 1954
- 1955
- 1956
- 1957
- 1958
- 1959
- 1960
- 1961
- 1962
- 1963
- 1964
- 1965
- 1966
- 1967
- 1968
- 1969
- 1970
- 1971
- 1972
- 1973
- 1974
- 1975
- 1976
- 1977
- 1978
- 1979
- 1980
- 1981
- 1982
- 1983
- 1984
- 1985
- 1986
- 1987
- 1988
- 1989
- 1990
- 1991

- 4 января: 103-я воздушно-десантная дивизия ВДВ СССР передаётся в состав Пограничных войск КГБ и неполным составом перебрасывается из Белорусской ССР в Азербайджанскую ССР на охрану советско-иранской границы.
- 30 января: Польская объединённая рабочая партия распущена, что позволило восстановить демократию в Польше.
- 31 января: США заканчивают операцию «Правое дело» и начинают операцию «Продвижение свободы» в Панаме.
- 11 марта: Литва провозглашает независимость от Советского Союза.
- 3 апреля: Болгарская коммунистическая партия, правящая партия Болгарии, распущена.
- 22 мая: Объединение Северного Йемена и Южного Йемена.
- 29 мая: Борис Ельцин избран президентом России.
- 30 мая: Начинается Вашингтонский саммит.
- 2 августа: Ирак вторгается в Кувейт, начинается Война в Персидском заливе.
- 20 августа: Эстония провозглашает независимость от Советского Союза.
- 23 августа: Армения провозглашает независимость от Советского Союза.
- 9 сентября: Президент США Джордж Буш-старший и Президент СССР Михаил Горбачёв встречаются в Хельсинки и принимают совместную декларацию, осуждающую иракское вторжение в Кувейт.
- 1 октября: Начало гражданской войны в Руанде между РПФ и правительством Руанды.
- 3 октября: Воссоединение Германии.
- 4 октября: Гражданская война в Мозамбике заканчивается поражением антикоммунистического движения РЕНАМО, что позволяет правящей марксистской партии ФРЕЛИМО остаться у власти.
- 15 октября: Михаилу Горбачёву присуждается Нобелевская премия мира.
- 21 ноября: Парижская хартия ратифицирована Организацией по безопасности и сотрудничеству в Европе.